# Empis trianguligera
Empis trianguligera är en tvåvingeart som beskrevs av Gabriel Strobl 1898. Empis trianguligera ingår i släktet Empis och familjen dansflugor. Inga underarter finns listade i Catalogue of Life.